# Episothalma ocellata
Episothalma ocellata là một loài bướm đêm trong họ Geometridae.